# Suburban Noize Records
Suburban Noize Records, ook wel "Subnoize" genoemd, is een Amerikaans onafhankelijk platenlabel gevestigd in Burbank, Californië en richt zich vooral op punk en hiphop. Het is opgericht in 1997 door Brad Xavier (zanger van Kottonmouth Kings) en Kevin Zinger.

## Geschiedenis
Suburban Noize Records werd in 1997 opgericht door de Kottonmouth Kings-frontman Brad "Daddy X" Xavier samen met de manager van de band, Kevin Zinger. Suburban Noize Records begon als een grassroots-beweging die underground bands en artiesten de kans gaf om zich te ontwikkelen zonder de constante druk van grotere labels. Na een reeks uitgaves verkreeg het label in 2004 nationale distributie en ontwikkelde zich al snel tot een volledige platenmaatschappij. Suburban Noize verkoopt en distribueert momenteel platen van meer dan 20 bands en artiesten.